# Hongkou
Hongkou (en chino, 虹口; pinyin, Hóngkǒu; ⓘ) es un distrito de la ciudad de Shanghái, República Popular China. Su área es de 23 km² y su población total para 2010 superó los 850 mil habitantes.
Limita: al norte con el distrito suburbano de Baoshan, al este con el distrito de Yangpu, al sur con el río Huangpu y con el 
distrito de Pudong, al sudoeste con el distrito de Huangpu, al oeste con el distrito de Zhabei
En este distrito se encuentran el parque Hongkou y el Memorial Lu Xun. Entre 1939 y 1947 fue un gueto judío.

## Administración
El distrito de Hongkou se divide en 8 subdistritos.
- Subdistrito Sìchuānběilù 四川北路街道
- Subdistrito Tílánqiáo 提篮桥街道
- Subdistrito Ouyánglù 欧阳路街道
- Subdistrito Guǎng zhōnglù 广中路街道
- Subdistrito Liángchéngxīncūn 凉城新村街道
- Subdistrito Jiāxìnglù 嘉兴路街道
- Subdistrito Qūyánglù 曲阳路街道
- Subdistrito Jiāngwānzhèn 江湾镇街道

## Toponimia
Hongkou significa literalmente "boca-entrada al arco iris" y viene su nombre de un río tributario del Río Huangpu que corre por la zona.

## Clima
| Parámetros climáticos promedio de Hongkou (1971-2000) | Parámetros climáticos promedio de Hongkou (1971-2000) | Parámetros climáticos promedio de Hongkou (1971-2000) | Parámetros climáticos promedio de Hongkou (1971-2000) | Parámetros climáticos promedio de Hongkou (1971-2000) | Parámetros climáticos promedio de Hongkou (1971-2000) | Parámetros climáticos promedio de Hongkou (1971-2000) | Parámetros climáticos promedio de Hongkou (1971-2000) | Parámetros climáticos promedio de Hongkou (1971-2000) | Parámetros climáticos promedio de Hongkou (1971-2000) | Parámetros climáticos promedio de Hongkou (1971-2000) | Parámetros climáticos promedio de Hongkou (1971-2000) | Parámetros climáticos promedio de Hongkou (1971-2000) | Parámetros climáticos promedio de Hongkou (1971-2000) |
| Mes                                                   | Ene.                                                  | Feb.                                                  | Mar.                                                  | Abr.                                                  | May.                                                  | Jun.                                                  | Jul.                                                  | Ago.                                                  | Sep.                                                  | Oct.                                                  | Nov.                                                  | Dic.                                                  | Anual                                                 |
| ----------------------------------------------------- | ----------------------------------------------------- | ----------------------------------------------------- | ----------------------------------------------------- | ----------------------------------------------------- | ----------------------------------------------------- | ----------------------------------------------------- | ----------------------------------------------------- | ----------------------------------------------------- | ----------------------------------------------------- | ----------------------------------------------------- | ----------------------------------------------------- | ----------------------------------------------------- | ----------------------------------------------------- |
| Temp. máx. media (°C)                                 | 8.1                                                   | 9.2                                                   | 12.8                                                  | 19.1                                                  | 24.1                                                  | 27.6                                                  | 31.8                                                  | 31.3                                                  | 27.2                                                  | 22.6                                                  | 17.0                                                  | 11.1                                                  | 20.2                                                  |
| Temp. mín. media (°C)                                 | 1.1                                                   | 2.2                                                   | 5.6                                                   | 10.9                                                  | 16.1                                                  | 20.8                                                  | 25.0                                                  | 24.9                                                  | 20.6                                                  | 15.1                                                  | 9.0                                                   | 3.0                                                   | 12.9                                                  |
| Precipitación total (mm)                              | 50.6                                                  | 56.8                                                  | 98.8                                                  | 89.3                                                  | 102.3                                                 | 169.6                                                 | 156.3                                                 | 157.9                                                 | 137.3                                                 | 62.5                                                  | 46.2                                                  | 37.1                                                  | 1164.5                                                |
| Días de precipitaciones (≥ 1 mm)                      | 9.7                                                   | 10.3                                                  | 13.9                                                  | 12.7                                                  | 12.1                                                  | 14.4                                                  | 12.0                                                  | 11.3                                                  | 11.0                                                  | 8.1                                                   | 7.0                                                   | 6.5                                                   | 129                                                   |
| Horas de sol                                          | 123.0                                                 | 115.7                                                 | 126.0                                                 | 156.1                                                 | 173.5                                                 | 147.6                                                 | 217.8                                                 | 220.8                                                 | 158.9                                                 | 160.8                                                 | 146.6                                                 | 147.7                                                 | 1894.5                                                |
| Humedad relativa (%)                                  | 75                                                    | 74                                                    | 76                                                    | 76                                                    | 76                                                    | 82                                                    | 82                                                    | 81                                                    | 78                                                    | 75                                                    | 74                                                    | 73                                                    | 76.8                                                  |
| Fuente: 中国气象局 17 de marzo de 2009                |                                                       |                                                       |                                                       |                                                       |                                                       |                                                       |                                                       |                                                       |                                                       |                                                       |                                                       |                                                       |                                                       |